# Begonia princeps
Espèce
Synonymes
- Begonia princeps var. parviflora A.DC.[1]
- Pritzelia princeps Klotzsch[1]

Begonia princeps est une espèce de plantes de la famille des Begoniaceae. Ce bégonia est originaire du Brésil. L'espèce fait partie de la section Pritzelia. Elle a d'abord été décrite comme Pritzelia princeps par Johann Friedrich Klotzsch (1805-1860), puis elle a été recombinée dans le genre Begonia en 1861 par Alphonse Pyrame de Candolle (1806-1893). L'épithète spécifique princeps signifie « très distingué ».

## Répartition géographique
Cette espèce est originaire du pays suivant : Brésil.

## Liste des variétés
Selon Tropicos (22 février 2017) (Attention liste brute contenant possiblement des synonymes) :
- variété Begonia princeps var. parviflora A. DC.
- variété Begonia princeps var. princeps